# Afromevesia lucidops
Afromevesia lucidops är en stekelart som först beskrevs av Heinrich 1968.  Afromevesia lucidops ingår i släktet Afromevesia och familjen brokparasitsteklar. Inga underarter finns listade i Catalogue of Life.